# گولا (شهرستان گوستنگ)
گولا (به لاتین: Gola) یک روستا در لهستان است که در گمینا گوستنگ واقع شده‌است.
 گولا  ۱٬۰۰۷ نفر جمعیت دارد.